# Stockholm Industry Water Award
Stockholm Industry Water Award startades 2000 i samarbete med den Kungliga Ingenjörsvetenskapsakademien (IVA) och the World Business Council for Sustainable Development (WBCSD) och administreras av Stockholm International Water Institute (SIWI). Priset ges till företag eller industriaktörer som bidrar till ett hållbar vattenförvaltning där vattenkonsumtionen och påverkan på miljön minimeras. Syftet med priset är att sprida kunskap och engagemang kring hur företag kan bidra till en bättre vattenanvändning, till exempel förbättra produktionsprocesser, skapa innovativa teknologier och nya produkter som förbättrar vattenkvaliteten i världen. 

## Tidigare pristagare
- 2000 Northumbrian Water Limited, Storbritannien - För deras samarbete med lokala myndigheter och företag för att utveckla reningsverk och avfallshantering
- 2001 The General Motors de Mexico Ramos Arizpe Complex, Mexiko - För minskad användning av vatten trots ökad produktion
- 2002 Kaldnes Miljöteknologi AS, Norge - För tekniken Moving Bed Process för biologisk rening av vatten
- 2003 ZENON Environmental Inc, Kanada - För utvecklingen av ZENON:s ZeeWeed membrane technology
- 2004 Staple Fibre Division of Grasim Industries Ltd, Indien - För kraftigt minskad användning av vattenresurser
- 2005 Procter & Gamble, USA - För utvecklingen av PuR - rening av dricksvatten för hushåll
- 2006 Sydney Water Corporation, Australien - För deras “Every Drop Counts (EDC) Business Program”
- 2007 Public Utilities Board, Singapore - För deras hållbara förvaltning av vattenresurser
- 2008 Orange County Water and Sanitation District, USA - För utvecklingen av världens största reningsverk för grundvatten
- 2009 Trojan Technologies, Kanada - För deras vattenreningsteknik med hjälp av UV-ljus
- 2010: Phnom Penh Water Supply Authority, Kambodja
- 2011: Nestlé SA, Schweiz
- 2012: PepsiCo, USA
- 2013: Netafim, Israel
- 2014: eThekwini Water & Sanitation, Sydafrika
- 2015: CH2M, USA